# Lucie de Tripoli
 (juin 2015).
Si vous disposez d'ouvrages ou d'articles de référence ou si vous connaissez des sites web de qualité traitant du thème abordé ici, merci de compléter l'article en donnant les références utiles à sa vérifiabilité et en les liant à la section « Notes et références ».
Lucie de Poitiers († 1299), dernière comtesse de Tripoli (1287-1288) et princesse titulaire d'Antioche, est la fille de Bohémond VI d'Antioche et de Sibylle d'Arménie.

## Biographie

### Origines
Lucie est la dernière descendante du plus jeune fils de Guillaume IX, duc d'Aquitaine et de Gascogne, Raymond de Poitiers (1098 † 1149), dont le mariage fut arrangé avec Constance, princesse d'Antioche alors qu'il séjournait en Angleterre auprès du roi Henri Ier. Raymond respectait ainsi la tradition de l'époque qui voulait qu'un cadet de famille partît chercher fortune dans les royaumes francs d'Orient.
Son titre de princesse d'Antioche n'était plus qu'honorifique depuis la prise de la ville par les Mamelouks en 1268.

### Dernière comtesse de Tripoli
Fille de Bohémond VI et de sa femme, Sibylle d'Arménie, Lucie quitta la Syrie à son mariage pour s'installer d'abord dans les Pouilles, puis à Auxerre, tandis que son frère Bohémond VII était élevé à la cour de leur oncle, le roi Léon III d'Arménie, en Cilicie. Deux autres sœurs, Isabeau, et Marie, épouse de Nicolas de Saint-Omer, bailli de Morée, devaient décéder jeunes. Lorsque Bohémond mourut fin 1287, sans enfants de sa femme Marguerite de Beaumont, petite-fille de Jean de Brienne, l'aristocratie locale offrit le comté à sa mère Sibylle. Celle-ci insista pour nommer bailli l'évêque de Tortosa, qui avait déjà gouverné pendant la minorité de son fils mais était très peu apprécié. La noblesse ayant repoussé cette régence, Sibylle nomma alors successivement Barthélémy Embriaco, comte de Gibelet, puis son fils Bertrand. Celui-ci se rendit rapidement impopulaire dans la ville de Tripoli, qui créa sa propre administration tout en le nommant maire et les tensions subsistèrent jusqu'à l'arrivée de Lucie, qui prit les rênes du comté mais dut subir l'opposition à la fois de la commune et des Génois, soutien des Gibelet. Ceux-ci, sous la conduite de l'amiral Benedetto Zaccaria, essayèrent d'installer un podestat, un administrateur officiel de Gênes qui aurait fait de Tripoli essentiellement une colonie génoise. Pour les contrer, Bertrand de Gibelet consentit à reconnaître Lucie comme comtesse de Tripoli mais celle-ci s'allia aux Génois, leur accordant au passage des privilèges commerciaux.
Les Vénitiens et les Pisans, qui commerçaient également avec Tripoli, en furent fortement mécontentés et conspirèrent avec Qalawun, le sultan mamelouk, pour attaquer la ville. Lucie, de son côté, s'allia aux Mongols, dont Tripoli était le vassal depuis 1260. Ceux-ci, sachant que la ville était trop faible pour se défendre même avec leur aide, lui firent demander des renforts en Europe, mais aucune aide ne parvint. Après un mois de siège, Qalawun prit la ville de Tripoli le 26 avril 1289 et Lucie dut s'enfuir à Chypre, chez son parent le roi Henri II, également aux prises avec les Mamelouks. Tripoli fut rasée au sol, la population massacrée ou réduite en esclavage et une forteresse reconstruite à l'intérieur des terres, au pied du mont Pèlerin, sur ordre de Qalawun. Deux ans plus tard, Saint-Jean-d'Acre, dernière forteresse croisée en Terre Sainte après la perte de Margat, Lattaquié, Tyr et Beyrouth, tombait à son tour.

### Mariage et descendance
Les prétentions de son suzerain, Charles d'Anjou, sur le royaume de Jérusalem favorisèrent le mariage de Narjot IV de Toucy, seigneur de Laterza, capitaine-général de Durazzo et amiral du royaume de Sicile, avec Lucie, qu'il avait épousé à Auxerre vers 1275 ou 1278. Narjot de Toucy ne vint jamais à Tripoli, trop occupé par des affaires au royaume de Naples, où il mourut en 1292. 

Ils eurent un fils, Philippe, qui hérita de la seigneurie de Laterza à la mort de son père et du titre de prétendant d'Antioche. Il mourut après 1300, après avoir été brièvement marié à Éléonore d'Anjou.